# Understand
Understand è il secondo e ultimo singolo estratto in Canada dal quarto album di Melanie C This Time.
Il singolo è stato pubblicato il 25 luglio 2008 dall'etichetta discografica Red Girl solo in Canada in una versione diversa da quella inserita nell'album. La canzone è stata scritta da Melanie C e Adam Argyle e prodotta da Steve Mac.